# Phasidia
Phasidia là một chi bướm đêm thuộc họ Noctuidae.

## Loài
- Phasidia contraria Walker, [1865]